# Fulton Ferry (Brooklyn)

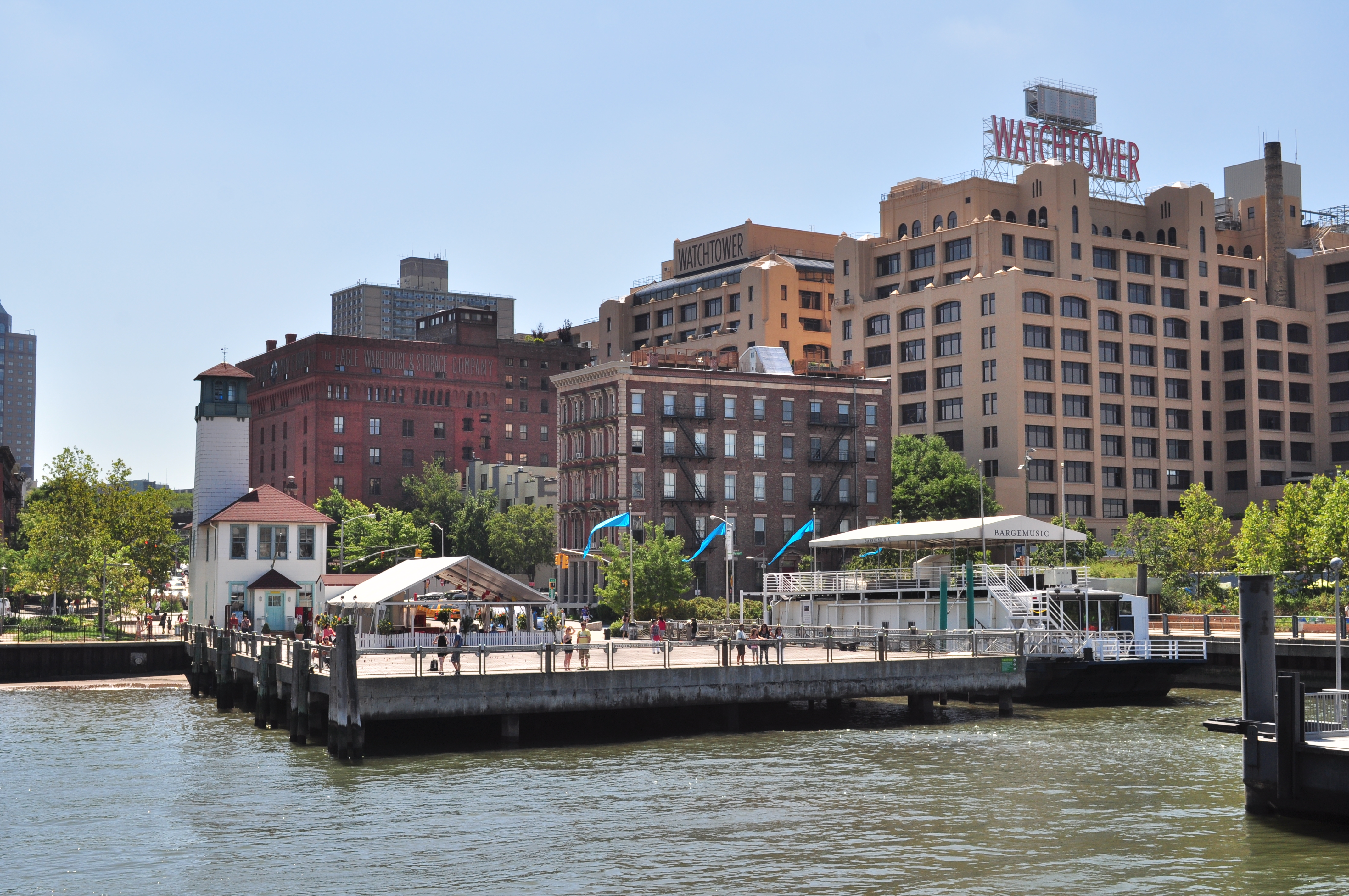
Fulton Ferry vom East River 2013

Fulton Ferry ist ein kleines Stadtviertel im Stadtteil Dumbo im Stadtbezirk Brooklyn in New York City. Es liegt im Nordwesten von Brooklyn am East River direkt an der Brooklyn Bridge und grenzt westlich an Brooklyn Heights. Als Teil von Dumbo gehört Fulton Ferry mit diesem zum Brooklyn Community Districts 2 sowie zum 84. Bezirk des New Yorker Polizeidepartements. Ein Teil des Viertels wurde 1974 in das National Register of Historic Places aufgenommen.
Das Viertel ist nach der Fährverbindung Fulton Ferry über den East River benannt, die vor dem Bau der Brooklyn Bridge die wichtigste Verbindung zwischen Brooklyn und Manhattan darstellte. Die Fähre ist benannt nach dem Ingenieur Robert Fulton, ebenso die 10,3 km lange Fulton Street, die den Norden von Brooklyn durchquert und die Fulton Street in Manhattan.

## Geschichte

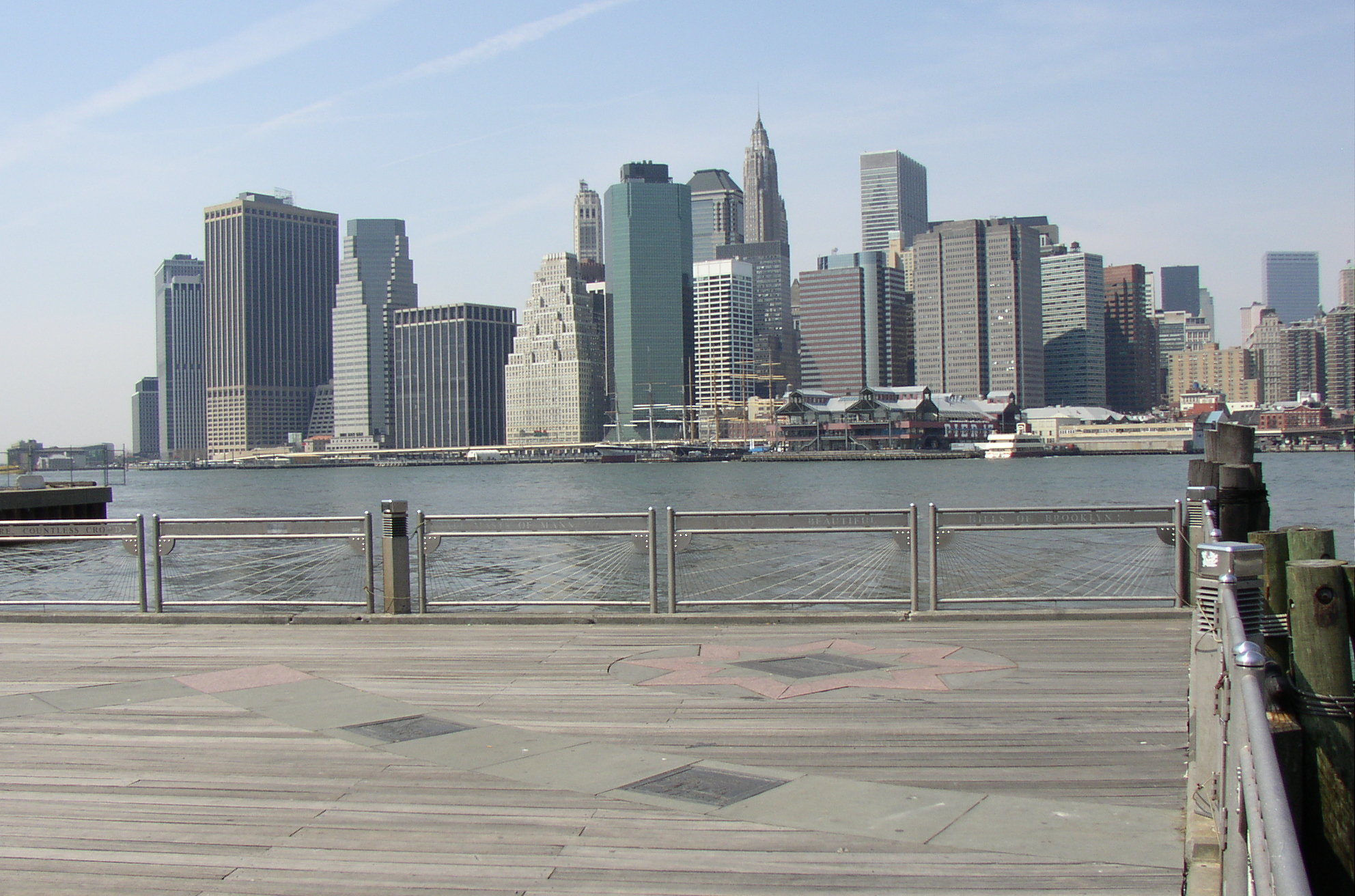
Fulton Ferry Landing Pier, im Boden Tafel die an die Schlacht von Long Island erinnern, 2006

Im Jahr 1814 nahm die von Fulton gegründete Fulton Ferry Company hier ihre Arbeit auf und revolutionierte den Fährbetrieb zwischen den beiden, damals noch selbstständigen Städten Brooklyn und New York. Zum ersten Mal existierte jetzt auf dem East River eine Fährverbindung, die mit einem Dampfschiff betrieben wurde. Schon seit 1642 war hier eine Fährverbindung vorhanden, die mit Ruderbooten oder kleinen Segelbooten, je nach Gezeiten und Windverhältnissen, bedient wurde. Die Anlegestelle in Brooklyn nannte sich Fulton Slip, die Fährverbindung war bis zur Übernahme durch die Fulton Ferry Company seit 1795 auch als Old Ferry oder auch als Brookland Ferry bekannt. Diese Fährverbindung war ein wichtiger Handelsweg für die Farmer aus Long Island. Diese konnten über diesen Weg ihre landwirtschaftlichen Produkte und Vieh in die Stadt New York bringen. Im Jahr 1869, als mit dem Bau der Brooklyn Bridge begonnen wurde, benutzen etwa 50 Millionen Passagiere im Jahr die Fähren über den East River.
Der Konstrukteur der Brooklyn Bridge John Augustus Roebling hatte bei Vermessungsarbeiten für einen Brückenpfeiler in Fulton Ferry einen Unfall, in dessen Folge er wenig später verstarb. Nach der Fertigstellung der Brooklyn Bridge im Jahr 1883 ging der Fährbetrieb stark zurück und wurde 1924 schließlich eingestellt. 1997 wurde der renovierte Fulton Ferry Landing Pier wiedereröffnet. Mit der East River Ferry nahm 2006 das Wassertaxi-Unternehmen „New York Water Taxi“ den Fährbetrieb nach Manhattan saisonal wieder auf. 2011 folgte NY Waterway mit weiteren Fährverbindungen nach Brooklyn, Queens und den Terminals an Manhattans Ostküste. 2017 übernahm NYC Ferry an Stelle von NY Waterway mit zwei Linien den Fährbetrieb nach Fulton Ferry. Im Mai 2021 verlegte man die Fähranleger vom Pier 1 (Brooklyn Bridge Park) zum Fulton Ferry Landing, wo zwei Fähren gleichzeitig anlegen können.

## Touristische Bedeutung

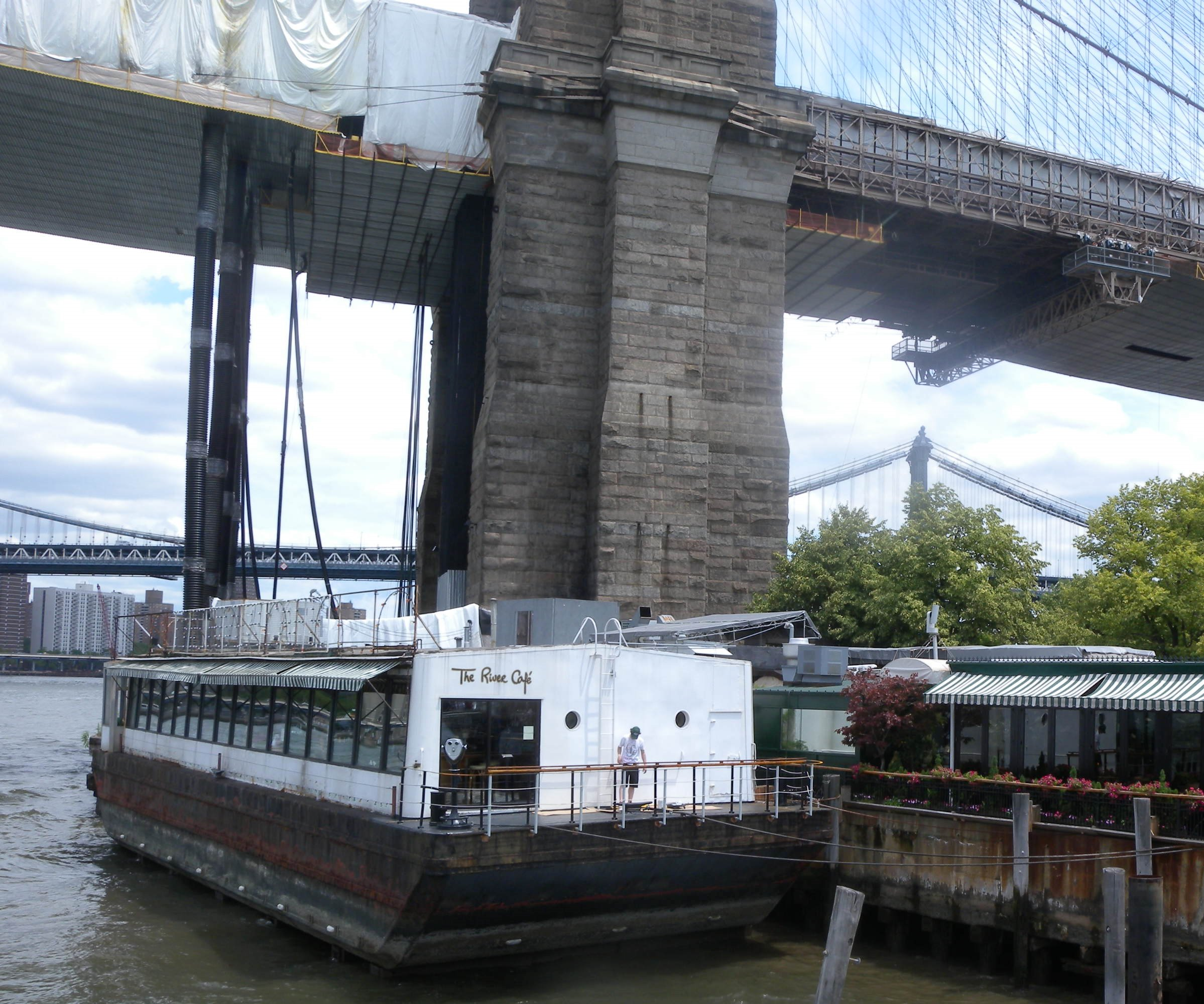
River Cafe, Fulton Ferry, 2011

Per Fähren bietet NYC Ferry mit der East River-Linie und der South Brooklyn-Linie sowie das Unternehmen „New York Water Taxi“ die Möglichkeit, von Manhattan und Queens nach Fulton Ferry zu fahren. Am Pier befindet sich das berühmte River Cafe sowie die Brooklyn Ice Cream Factory, die in dem 1926 erbauten ehemaligen Feuerwehrbootshaus untergebracht ist. Weiterhin sind am Pier einige Bronzetafeln angebracht, die an die Schlacht von Long Island am 27. August 1776 und an die Einschiffung der Amerikanischen Armee unter George Washington aus Fulton Ferry am 29. August 1776 erinnern.

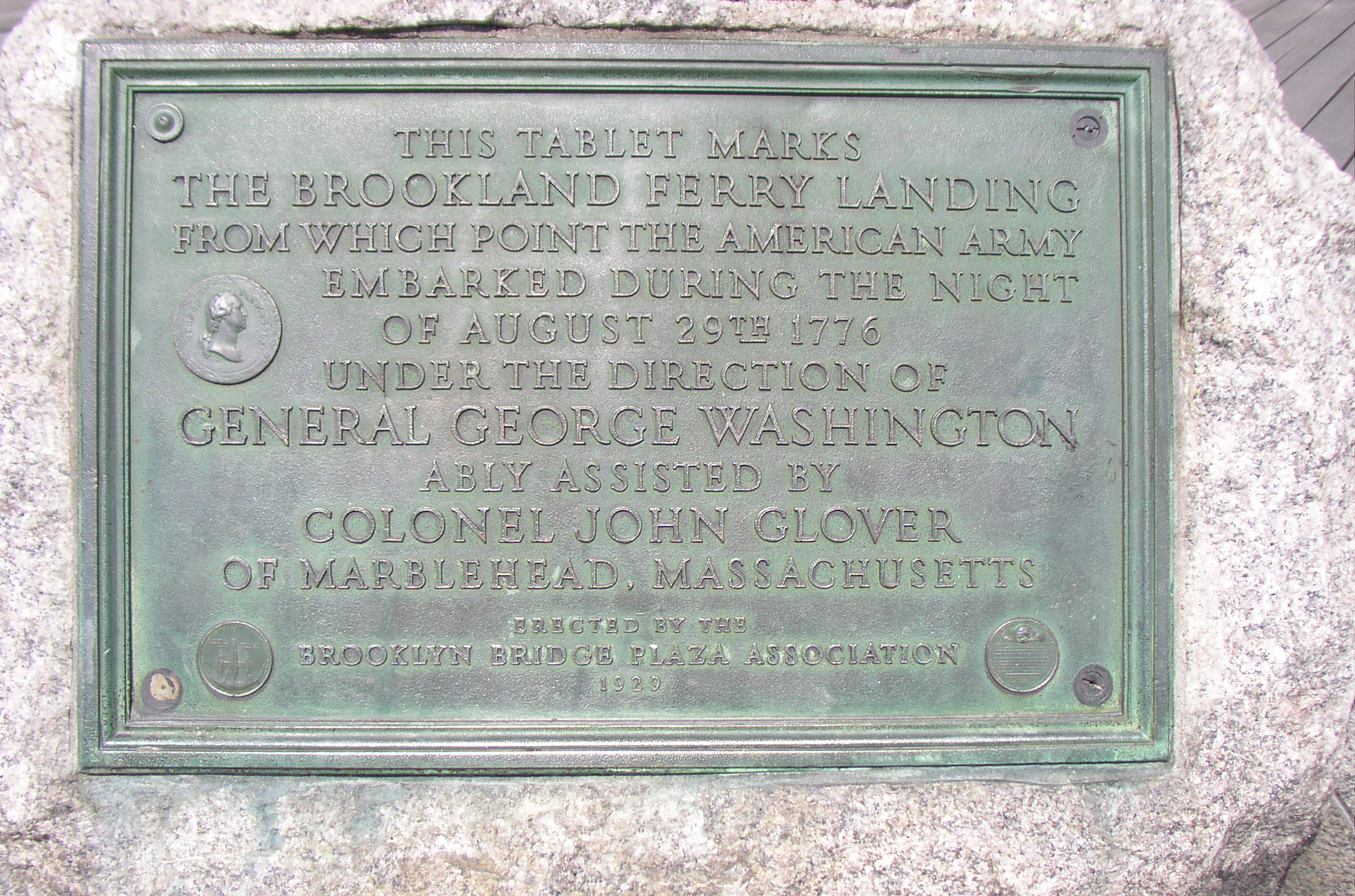
Erinnerung an die Einschiffung der Amerikanischen Armee aus Fulton Ferry am 29. August 1776

Ein Teil des Viertels wurde 1974 zum Fulton Ferry Historic District erklärt. Dieser umfasst 15 Gebäude die in den Jahren zwischen 1830 und 1895 zum Teil als Gewerbe- zum Teil als Wohnhaus erbaut wurden. Der historische Teil des Viertels befindet sich im Schatten der Brooklyn Bridge, am East River an der Stelle, wo die Besiedelung von Brooklyn, damals noch Breukelen, begann. An der Waterfront von Fulton Ferry liegen mit Pier 1 und Fulton Ferry Landing Pier ein Abschnitt vom zwischen 2009 und 2020 erbauten Brooklyn Bridge Park.
Fulton Ferry war Drehort mehrerer Spielfilme und Serien. Darunter befanden sich beispielsweise die Filmkomödie „Ein Chef zum Verlieben“ mit Sandra Bullock und Hugh Grant aus dem Jahr 2002 mit Szenen einer Benefizveranstaltung und eine Wahlkampf-Szene im Triller „Der Plan“ mit Matt Damon und Emily Blunt aus dem Jahr 2011.